# Julie Bikle

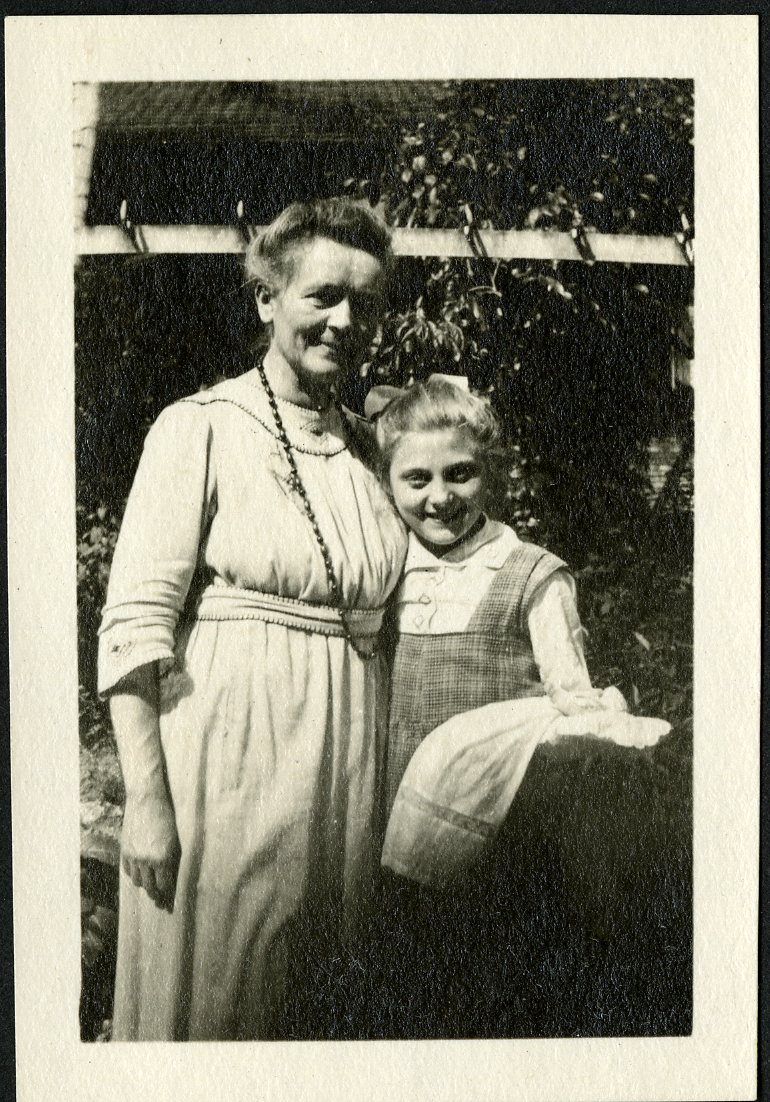
Julie Bikle mit einem deutschen Ferienkind, ca. 1920.

Julie Bikle (* 8. Januar 1871 in Luzern; † 11. Mai 1962 in Kleinandelfingen) war eine deutsch-schweizerische Philanthropin. Sie leitete einen Vermissten-Suchdienst während des Ersten Weltkriegs und organisierte zwischen 1919 und 1924 Erholungsaufenthalte für Tausende unterernährter deutscher Kinder in der Schweiz.

## Leben
Julie Bikles Eltern waren jung aus Süddeutschland in die Schweiz eingewandert und erhielten 1888 mit ihren fünf Kindern das Schweizer Bürgerrecht. Sie bauten einen internationalen Handel mit Furnierhölzern auf, in dem Julie Bikle ein Berufsleben lang als Teilhaberin tätig war. Sie blieb ledig und lebte fast immer in ihrer Heimatstadt Winterthur.

### Gründung und Leitung eines privaten Vermissten-Suchdiensts 1914–1919
Gleich zu Beginn des Ersten Weltkriegs baute Julie Bikle aus eigener Initiative ihre «Ermittlungsstelle für Vermisste» in Winterthur auf. Es gelang ihr, von 3406 vermissten Militär- und Zivilpersonen ein Viertel, d. h. 850 Fälle zu lösen. Darüber hinaus unterstützte sie im Rahmen ihrer Kriegsopferfürsorge Gefangene mit Nahrungsmitteln, Kleidung und Büchern. Sie übernahm die Korrespondenzvermittlung für ganze Gefangenenlager und setzte sich nötigenfalls für bessere Haftbedingungen ein. Schon im November 1914 regte sie den Austausch Schwerverwundeter an und begleitete später Verwundetentransporte, die zwischen Frankreich und Deutschland über die neutrale Schweiz fuhren. Sie beachtete stets die Prinzipien der Neutralität, half den Kriegsopfern beider Seiten und erwarb sich grosses Vertrauen. Auch mit den Zensurbehörden trat sie vorurteilsfrei und erfolgreich in Kontakt. Mit Ausnahme Chinas erstreckte sich ihre Tätigkeit auf das gesamte Ausland. Für in Brasilien internierte deutsche und österreichische Schiffsmannschaften wurde sie sogar seit 1917 zur offiziellen Vermittlerin des Briefverkehrs mit der Heimat.

### Aufklärung über die schlechte Ernährungslage der Mittelmächte 1918/19
Während des Ersten Weltkriegs war sie durch ihre Korrespondenzvermittlung zwischen Kriegsgefangenen und deren Familien genauestens über die schlechte Ernährungslage der Mittelmächte informiert. Neben den kriegsbedingten Ausfällen in der landwirtschaftlichen Produktion und der schlechten Verteilung der Lebensmittel war es die alliierte Seeblockade, die zu Hunger und Verzweiflung in der deutschen und österreichischen Zivilbevölkerung geführt hatte. Julie Bikle informierte durch Zeitungsinserate und Flugblätter die Schweiz und das Ausland über das Ausmass der Hungersnot und suchte nach Hilfsmöglichkeiten. Da von Schweizer Seite die Hilfe für Österreich in Form von Sachspenden sowie Erholungsaufenthalten für unterernährte Kinder sofort einsetzte, konzentrierte sie sich auf die Unterstützung Deutschlands.

### Initiierung eines Kinderhilfswerks in Zusammenarbeit mit Emil Abderhalden 1919–1923
Im März 1919 knüpfte sie den Kontakt zu dem in Halle lebenden Schweizer Arzt und Professor Emil Abderhalden und baute mit ihm zusammen ein Kinderhilfswerk auf, durch das bis Ende 1924 47'000 unterernährte und in ihrer Gesundheit gefährdete deutsche Kinder kostenlos in Schweizer Familien beherbergt werden konnten – anfangs während sechs, dann während acht Wochen.
Die Organisation des Hilfswerks verlief von unten nach oben. Es beruhte auf privaten Einzelinitiativen, sogenannten Hilfsaktionen, die sich zur «Schweizerfürsorge für deutsche Kinder» zusammenschlossen und Julie Bikle am 16. Oktober 1920 einstimmig zur Leiterin ihrer Zentralstelle wählten. Damit war sie neben der Arbeit in ihrer lokalen Winterthurer Hilfsaktion bis zum März 1923 auch auf gesamtschweizerischer Ebene tätig. Als wichtigste Mitarbeiterin Emil Abderhaldens, der seit Oktober 1919 die deutsche Zentrale der Kinderunterbringung innehatte, sorgte sie dafür, dass 1–2 Mal monatlich Sonderzüge mit mindestens 400 bis etwa 800 Kindern in die Schweiz kommen konnten. Bis zum März 1923 waren es insgesamt 35'000 Kinder.
Zur Aufnahme eines deutschen Kindes meldeten sich weniger die begüterten Familien, sondern vor allem Handwerker, «kleinere» Beamte, Bauern und Arbeiter – trotz oftmals bescheidenem Einkommen und beengten Wohnverhältnissen. Es war in erster Linie die Aufgabe der Frauen, Ferienkinder zu betreuen sowie sie bei der Ein- und Ausreise über Basel zu begleiten. Besonders aktiv waren die Frauenvereine und Frauenzentralen bei den Spendensammlungen und beim Anfertigen der oft nötigen Kinderkleider. Eine Schlüsselrolle kam den Gemeindepfarrern als Kontaktpersonen zu. Sie gaben Auskunft über die gemeldeten Pflegefamilien und behielten die Ferienkinder im Auge. Für die Spendensammlungen waren sie die ersten Ansprechpersonen, wobei in den Dörfern oftmals auch Lehrer die Sammelstellen einrichteten.

#### Erfolg der Erholungsaufenthalte für deutsche Kinder
Die unterernährten, im Wachstum zurückgebliebenen und für Infektionskrankheiten wie die damals grassierende Tuberkulose anfälligen Kinder erholten sich in den meist ländlichen Gebieten der Schweiz in mehrfacher Hinsicht. Sie nahmen laut Sitzungsprotokollen des Schweizerischen Kinderhilfskomitees im Schnitt 2,5–3 kg an Gewicht zu, 3 cm an Länge, verbesserten ihre Blutwerte, stärkten ihre Abwehrkräfte und gewannen ihre kindliche Lebensfreude zurück. Julie Bikle bezeichnete den Aufenthalt in der Schweiz für «einen grossen Teil» der Kinder als «lebensrettend». Sie kamen aus fast allen deutschen Industriegebieten und grösseren Städten, lebten sich meist gut ein und entwickelten eine starke Beziehung zu ihren Schweizer Gasteltern, die sie häufig ein zweites Mal einluden.

### Leitung des Büros Ostschweiz des Schweizerischen Kinderhilfskomitees 1923/24
Angesichts der relativen Verbesserung der Situation in Deutschland einerseits und der schweizerischen Exportkrise andererseits schien das Hilfswerk 1922 zu einem Ende gekommen zu sein, wurde aber durch die Ereignisse des Jahres 1923, der Besetzung des Ruhrgebiets und der Hyperinflation, wieder verstärkt aufgenommen. Der Wille, Deutschland in dieser erneuten sogenannten „Hungersnot“ zu Hilfe zu kommen, war so allgemein, dass das Schweizer Kinderhilfskomitee (SKK) unter dem Patronat des Schweizer Bundesrates fast alle bestehenden Hilfs-Initiativen zusammenfassen und damit wirkungsvoll koordinieren konnte. Ab dem 23. März 1923 war Julie Bikle damit beim SKK angestellt und als Leiterin des „Büros Ostschweiz“ auf regionaler Ebene für die Platzierung von monatlich etwa 100 bis 300 deutschen Kindern zuständig. (Die Zentrale war an Bern übergegangen.) Zwischen März 1923 und Ende 1924 wurden ca. 12'000 Kinder aufgenommen.

### Spendensammlungen für die deutsche Bevölkerung 1922–1924
Julie Bikles Arbeit erstreckte sich auch auf ein weiteres Gebiet, das des Sammelns von Sach- und Barspenden für Deutschland. Im Winter 1922/23 führte sie auf eigene Initiative unter dem Namen «Abderhalden-Hilfswerk» eine sehr erfolgreiche Sammlung durch, die an Emil Abderhalden nach Halle zur Verteilung ging, während sie im Winter 1923/24 im Rahmen des SKK für 84 Sammelstellen im Kanton Zürich zuständig war. Ihre Grundsätze waren Effizienz, gute Öffentlichkeitsarbeit, Transparenz und nach Möglichkeit das Herstellen einer Beziehung zwischen Spendern und Empfängern.

## Politisches Engagement
Julie Bikle zeichnete sich neben ihren organisatorischen Fähigkeiten auch durch ihren politischen Weitblick aus. Unabhängig von der herrschenden Meinung unterrichtete sie sich beispielsweise selbst 1921 im besetzten Rheinland bei einem französischen Kommandanten über angebliche Gräueltaten schwarzer Besatzungssoldaten. In der aufgeheizten Stimmung nach der Ermordung Walther Rathenaus im Juni 1922 bat sie seine Mutter um eine Geste zur Versöhnung der gegensätzlichen politischen Lager in Deutschland. Im April 1938 erkannte sie klar die Lebensgefahr, in der sich die deutschen und österreichischen Juden befanden und regte, allerdings erfolglos, in Winterthur eine Sympathiekundgebung an. Auch ihr Plan, Juden zu ihrer Rettung vorläufig in Schweizer Heimen oder in Schweizer Familien unterzubringen, fand keinen Widerhall. Am 13. Juli 1944 schliesslich wandte sie sich direkt an Adolf Hitler, er solle alle Gewaltakte «gegen Juden und andere Zivilpersonen» sofort unterbinden und nannte die deutsche Schuld «riesengross».

## Vorschlag für den Friedensnobelpreis
Während der Wirtschaftskrise der 30er Jahre geriet sie mit ihrem Familienbetrieb finanziell in starke Bedrängnis und bat deshalb den Nationalrat Otto Pfister, sie für den Nobelpreis vorzuschlagen. 1935, 1936 und 1937 nominierte er sie, insgesamt aber erfolglos.

## Ehrungen
Im Winterthurer Quartier Dättnau wurde 2008 eine Strasse nach Julie Bikle benannt.

## Motivation
Julie Bikles Motivation, sich zehn Jahre lang, von 1914 bis 1924, für die Opfer des Krieges und der Nachkriegszeit einzusetzen, entsprang nicht nur ihrem hohen Pflicht- und Verantwortungsbewusstsein sowie ihren demokratischen Überzeugungen, sondern auch ihrer Freude an der sozialen Tätigkeit, ihrer Menschenliebe und ihrer Vision einer gerechten, die Gegensätze versöhnenden, brüderlichen Gesellschaft.

## Werke
- Wie suchen wir die Vermissten? Bilder aus einer Ermittlungsstelle, Der Samariterdienst der Schweiz; 2, Zürich 1916.
- Bilder aus der Tätigkeit der Ermittlungsstelle für Vermisste, Winterthur 1914-1919 (64. Neujahrsblatt der Hülfsgesellschaft Winterthur), 2. Auflage, Winterthur 1929.